# Landbouw in Vlaanderen

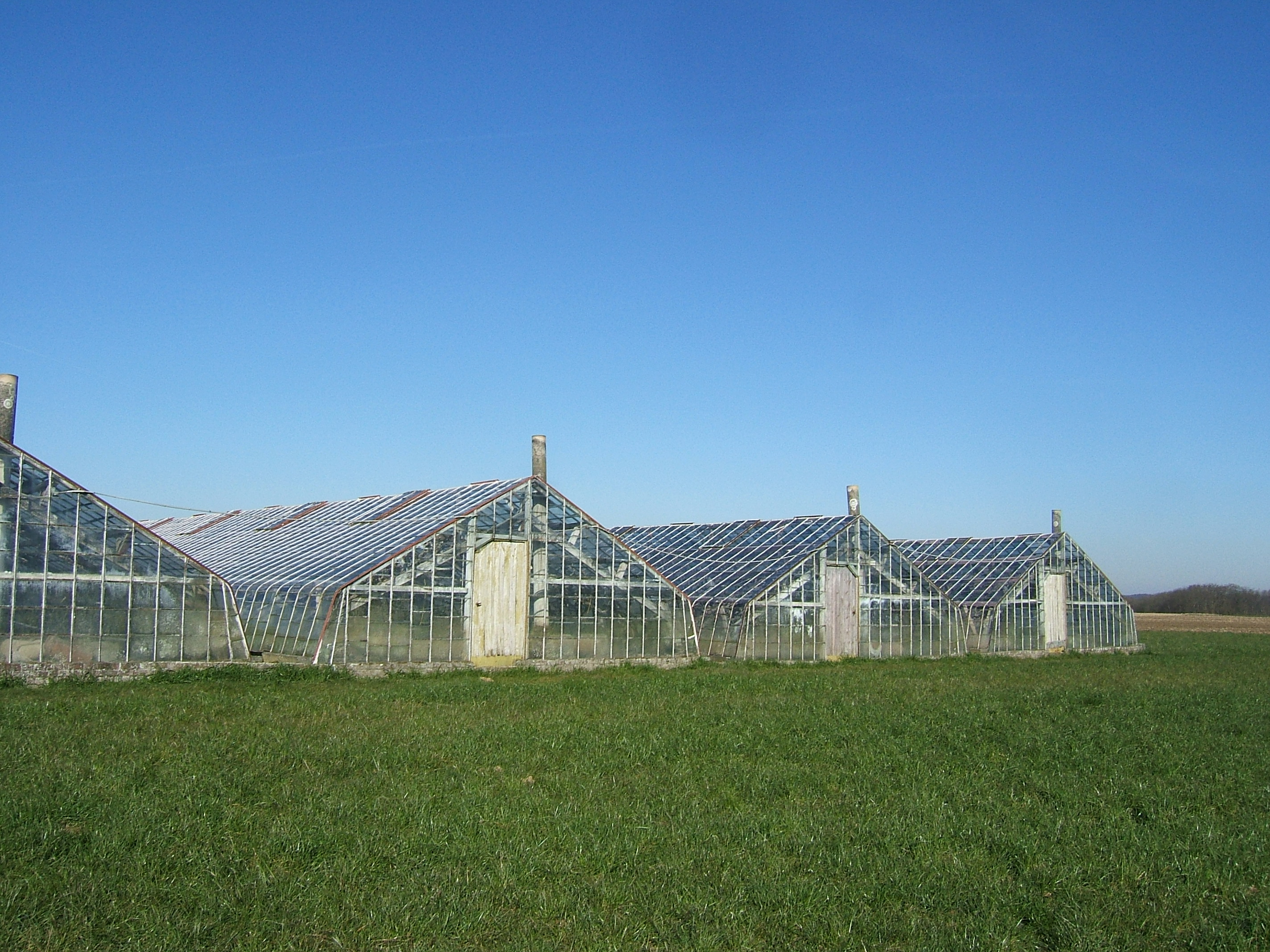
Druivenserres in Vlaams-Brabant

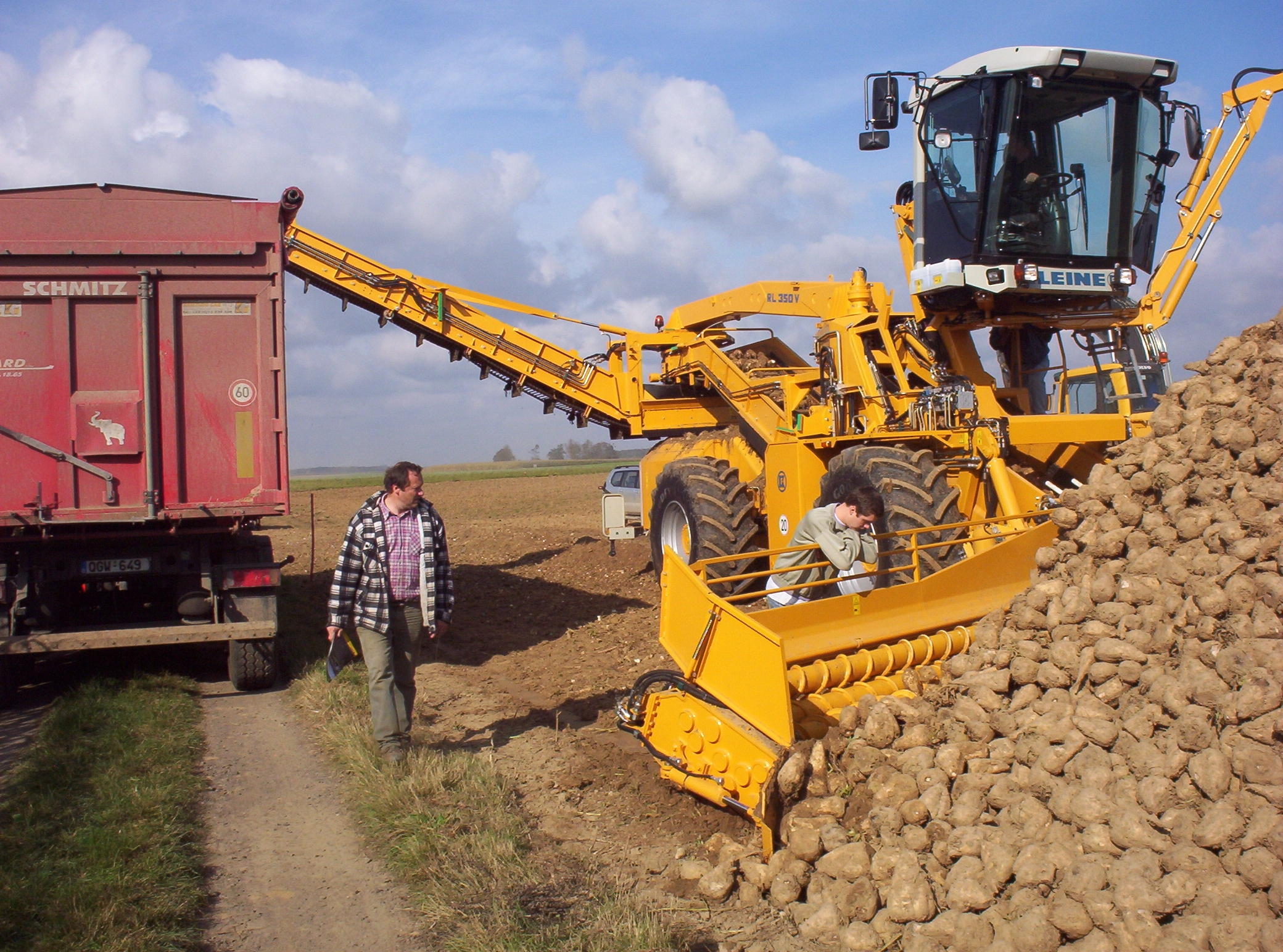
Suikerbieten worden van het land gehaald bij Tienen

De land- en tuinbouw in Vlaanderen  heeft traditioneel een familiaal karakter, maar wordt, net als de landbouw in andere regio’s, in toenemende mate gekenmerkt door schaalvergroting, specialisering, innovatie en verbreding. Intensieve sectoren maken in Vlaanderen het grootste deel van de landbouw uit: varkens-, pluimvee- en melkveehouderij, groenten en fruit, sierteelt. In Wallonië ligt de nadruk op akkerbouw en extensieve grondgebonden veeteelt.

## Structurele aspecten

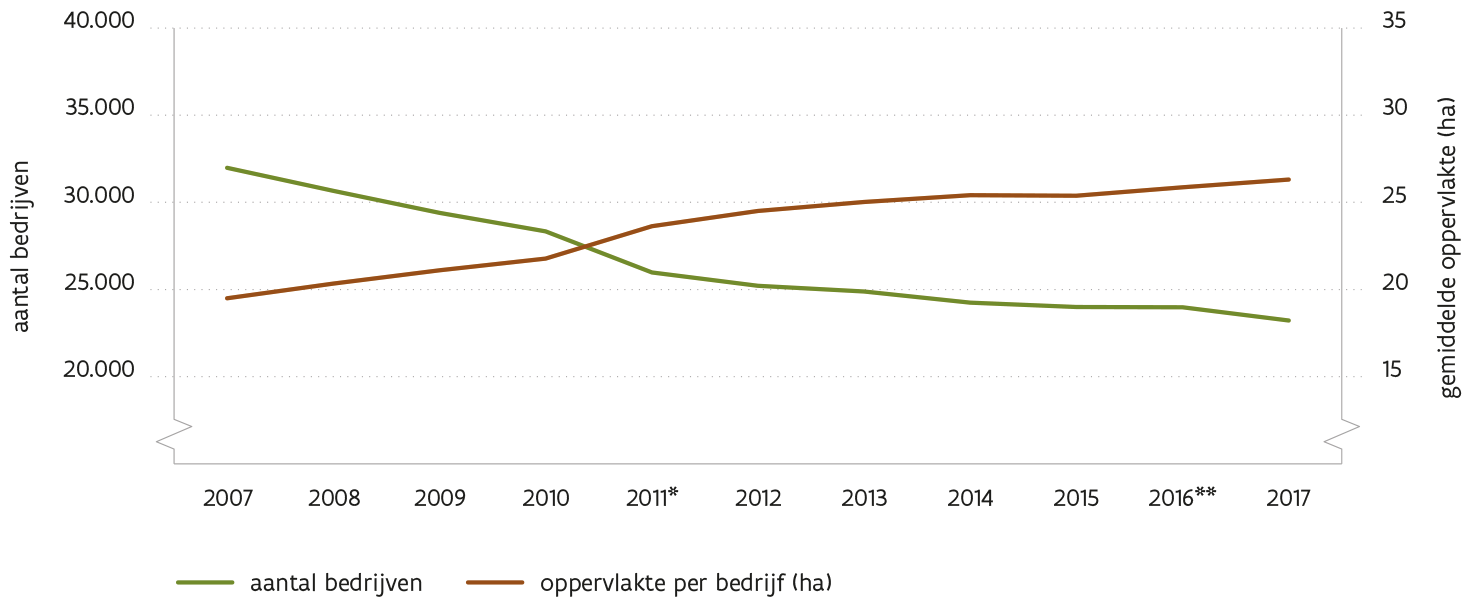
Aantal bedrijven en gemiddelde oppervlakte per bedrijf, 2007-2017

Vlaanderen telt in 2017 23.225 landbouwbedrijven, waarvan 78% met beroepsmatig karakter (standaard output van minstens 25.000 euro). Het aantal landbouwbedrijven is ten opzichte van 2007 met iets meer dan een kwart teruggelopen. Dat betekent een daling van gemiddeld 3,2% per jaar. Vooral kleinere bedrijven stoppen. In tien jaar tijd is de gemiddelde oppervlakte cultuurgrond per bedrijf met een derde gestegen tot 26 hectare. De schaalvergroting laat zich ook voelen in de gemiddelde veebezetting per bedrijf. Een gemiddeld rundveebedrijf telt vandaag 142 dieren, een varkensbedrijf 2.121 en een pluimveebedrijf 55.015.
De land- en tuinbouw bewerkt in 2017 een areaal van 610.971 hectare of 45% van de Vlaamse grondoppervlakte. Daarvan nemen voedergewassen (weiden, voedermaïs) met 56% en graangewassen (inclusief korrelmaïs) met 21% het grootste aandeel voor hun rekening. Ten opzichte van 10 jaar geleden is de oppervlakte cultuurgrond met 2,1% gedaald. Dat komt vooral door de inkrimping van het suikerbietenareaal onder invloed van de Europese suikerhervorming en van het granenareaal. Bij aardappelen, groenten en fruit is er daarentegen een groei. De bewerkte oppervlakte is voor 37% in eigendom van de landbouwer zelf, de rest is in pacht.
De land- en tuinbouw wordt gekenmerkt door een sterke specialisatiegraad. Bijna negen op de tien bedrijven zijn gespecialiseerd in een van de drie subsectoren. 50% van de bedrijven heeft als specialisatie veeteelt (melkproductie, varkens, rundvee en pluimvee), 26% akkerbouw (granen, aardappelen, suikerbieten) en 12% tuinbouw (groenten, fruit, sierteelt).
De biologische landbouw neemt in Vlaanderen in 2018 een areaal van 7.913 hectare in, 1,3% van de totale cultuuroppervlakte. Het aantal biologische bedrijven bedraagt in 2018 514 eenheden. De laatste jaren nemen het areaal en het aantal bedrijven gestaag toe. Biobedrijven zijn met een gemiddelde oppervlakte van 15 hectare kleiner dan conventionele bedrijven.

## Economisch belang
De Vlaamse land- en tuinbouwsector realiseert in 2016 een eindproductiewaarde van 5,4 miljard euro. Van de totale productiewaarde neemt de veeteelt 61% in, de tuinbouw 30% en de akkerbouw 9%. De vijf belangrijkste subsectoren zijn varkens (1,37 miljard euro), groenten (712 miljoen euro), melk en melkderivaten (677 miljoen euro), runderen (643 miljoen euro) en sierteeltproducten (503 miljoen euro).
In 2016 zijn er 48.453 personen regelmatig tewerkgesteld in de Vlaamse land- en tuinbouw. Omgerekend naar voltijdse arbeidskrachten (minstens 38 uren per week of 20 dagen per maand) en rekening houdend met de niet-regelmatig tewerkgestelden in de sector, zijn dat 39.315 voltijdse arbeidskrachten of gemiddeld 1,64 per bedrijf. 37% van de totale voltijdse arbeid is terug te vinden op gespecialiseerde veeteeltbedrijven, 34% op tuinbouwbedrijven, 12% op akkerbouwbedrijven en 17% op gemengde bedrijven.
Vlaanderen heeft in 2018 een handelsoverschot van 6,4 miljard euro in de handel in agrarische producten. De invoer ligt op 32,0 miljard euro, de uitvoer op 38,4 miljard euro. Enkele belangrijke exportproducten zijn vers vlees en zuivelproducten (elk 2,8 miljard euro), cacaoproducten (2,6 miljard euro), meststoffen en banketbakkerswerk (elk 1,6 miljard euro), aardappelbereidingen (1,4 miljard euro), diepvriesgroenten (1,2 miljard euro) en bier (1,1 miljard euro). Vlaanderen heeft een aandeel van 7% in de totale agrarische uitvoer van de EU-28 en prijkt daarmee op de zesde plaats in het EU-klassement, na Nederland, Duitsland, Frankrijk, Spanje en Italië. Vlaanderen neemt 85% van de Belgische landbouwexport voor zijn rekening.
Het aandeel van de landbouw, inclusief bosbouw en visserij, in de totale bruto toegevoegde waarde bedraagt in 2016 in Vlaanderen 0,9%. Gemiddeld in de Europese Unie bedraagt dat kengetal 1,5%.

## Regionale spreiding

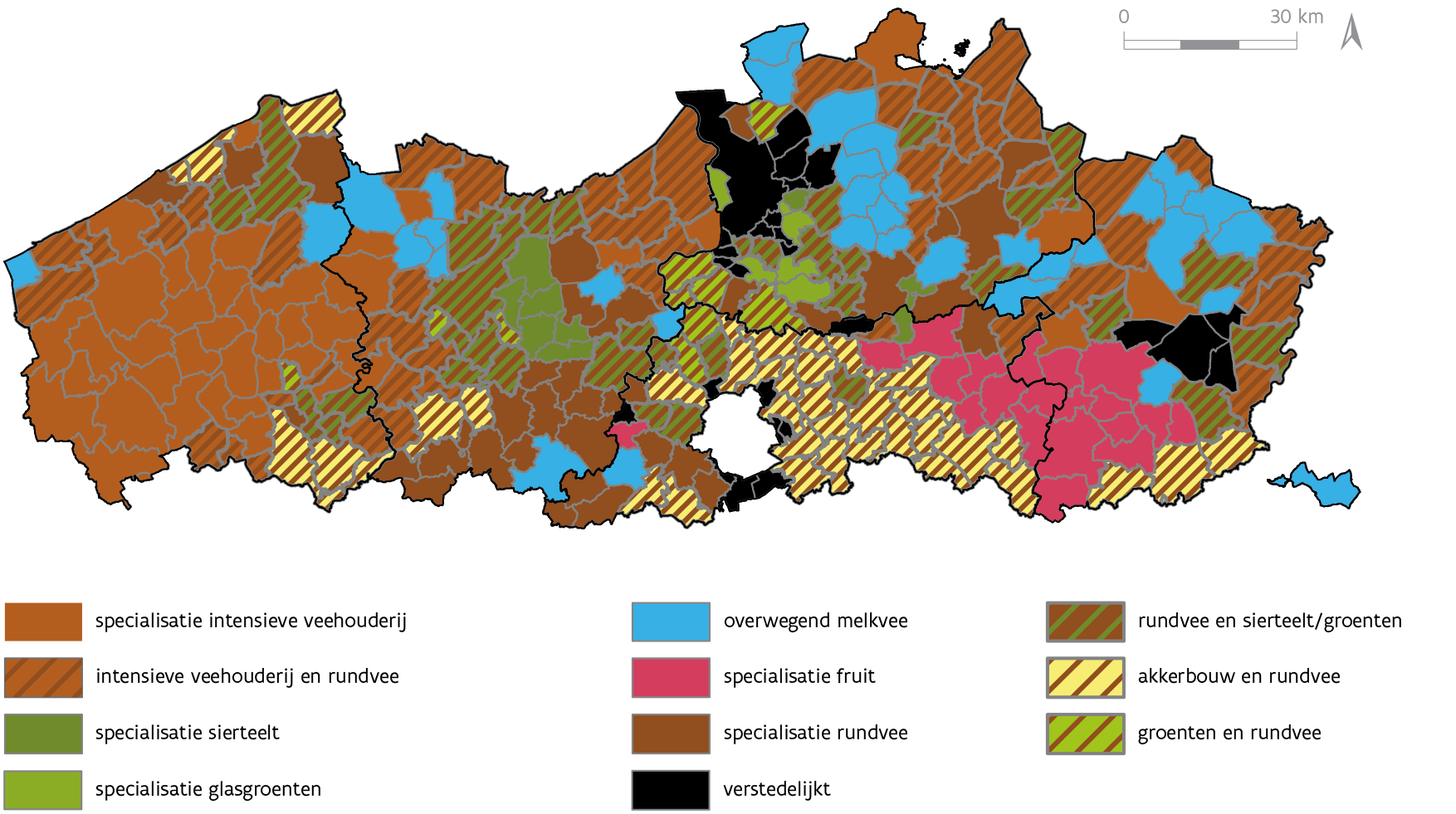
Landbouwtyperingskaart 2016

Het belang van de landbouwsector in Vlaanderen is regionaal gebonden. Een landbouwtyperingskaart geeft het resultaat weer van een classificatie van gemeenten met een gelijkaardige landbouwactiviteit. De typische regio’s zijn herkenbaar: fruit rond Sint-Truiden, glasgroenten ten noorden van Sint-Katelijne-Waver, sierteelt ten oosten van Gent, rundvee in de Vlaamse Ardennen en het Pajottenland en ten slotte intensieve veehouderij (varkens en pluimvee) verspreid over West-Vlaanderen, het Waasland en de Kempen. Rond Mechelen is er een streek met overwegend openluchtgroenten. In de omgeving van Leuven komt akkerbouw in combinatie met rundvee voor. De Gentse sierteeltstreek wordt omgeven door een gebied met rundvee. De streek rond Maldegem, Malle, Ham en Peer wordt geklasseerd als melkvee.
De verklaring voor deze variatie ligt in de geschiedenis en in bodemfysische factoren. Veredelingsbedrijven hebben zich gevestigd in de onmiddellijke nabijheid van de mengvoederindustrie en de slachthuizen. De groente- en fruitteelt is geconcentreerd rond de veilingen en de afgeleide industrie.

## Landbouw en milieu

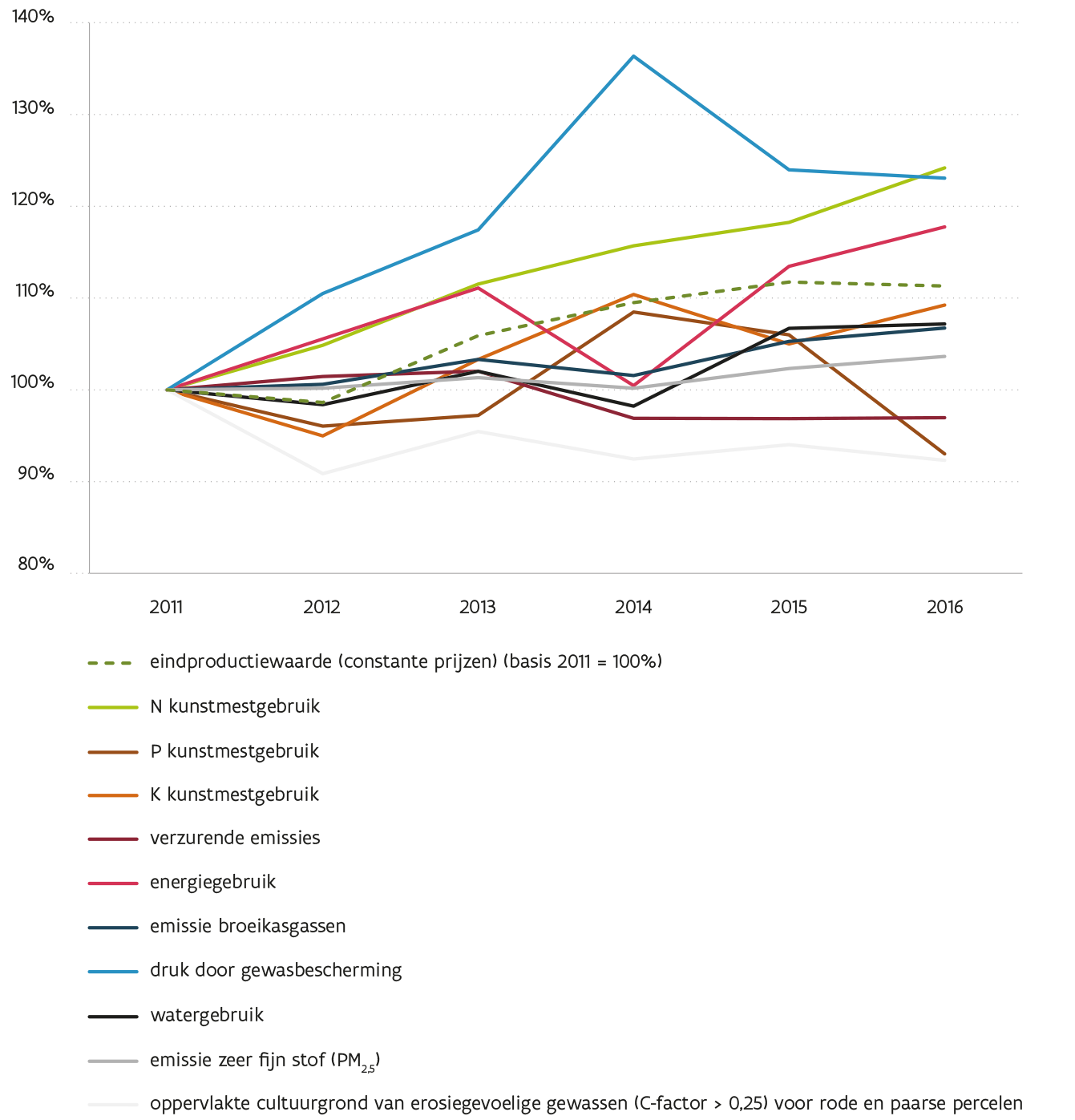
Eco-efficiëntie van de Vlaamse landbouw, index: 2011 = 100%, 2011-2016

Om een beeld te krijgen van de eco-efficiëntie van de landbouw plaatsen we drukindicatoren tegenover een economische indicator. In de periode 2011-2016 blijft de eindproductiewaarde eerst stabiel, maar stijgt daarna om te stabiliseren op dit hoge niveau. De milieudrukindicatoren evolueren in die periode onderling verschillend ten opzichte van de eindproductiewaarde. Bij het fosforkunstmestgebruik, de gewaserosiegevoeligheid, de verzurende emissies en de emissie van zeer fijn stof verbetert de eco-efficiëntie dankzij het gevoerde erosie- en mestbeleid. Hetzelfde mestbeleid is verantwoordelijk voor de stijging van het stikstofkunstmestgebruik. P2O5 is nu het limiterende element in dierlijke mest, zodat meer stikstof uit kunstmest nodig is om aan de gewasbehoeften te voldoen. 
De ongunstige evolutie van de druk door gewasbeschermingsmiddelen is deels te verklaren door het verbod op bepaalde neonicotinoïden, waardoor meer vollegrondsbehandelingen nodig zijn. Daarnaast leidden verschillende ongunstige weersomstandigheden, zoals de natte en warme zomer van 2014, de natte meimaand in 2015 en de natte eerste jaarhelft van 2016, afwisselend voor een hoog fungicidegebruik op het groeiend aardappelareaal en in de fruitteelt.
De grootte en de samenstelling van de pluim-, rundvee- en varkensstapel wijzigden licht in de periode 2011-2016. Mede door het stijgend aantal warmte-krachtkoppeling in eigen beheer in de glastuinbouw, technologische verbeteringen met betrekking tot mesttoediening, -bewerking en -verwerking, en emissiereductie resulteerden deze ontwikkelingen toch nog in een dalende trend van de broeikasgasemissies. De hoge gemiddelde temperatuur in 2011 lijkt een invloed te hebben op het energiegebruik. Enkel 2014, dat nog warmer was, had een gelijkaardig energiegebruik. Tot slot ligt het watergebruik in de periode 2012-2016 lager.
Het netto primaire energiegebruik door de landbouwsector bedraagt in 2016 27,9 petajoule. De groenteteelt onder glas blijft met 42% de grootste energiegebruiker. Het aandeel van aardgas stijgt van 55% in 2011 tot 59% in 2016. Het aandeel stookolie, LPG en benzine blijft in dezelfde periode gelijk (34%).  Biomassa groeide van 10% naar 12%, onder meer door de pocketvergisters. Zware stookolie en steenkolen nemen elk 2% voor hun rekening. Sinds 2010 is de Vlaamse landbouwsector door WKK's en zonnepanelen een nettoproducent van elektriciteit. In 2016 plaatst de landbouw 2,2 petajoule meer op het net dan er aangekocht wordt. 
Het aandeel van de landbouw in de totale Vlaamse broeikasgasemissie bedraagt 10% in 2016. Het relatief grote aandeel van de landbouw is te wijten aan het feit dat 58% van de 
lachgas (N2O)-emissie en 72% van de methaan (CH4)-emissie uit de landbouw komt. Aangezien beide gassen een veel zwaarder broeikaseffect hebben dan koolzuurgas (CO2), komt de landbouw aan een groter aandeel in de totale broeikasgasemissie dan de economische grootte en het energiegebruik van de sector doen vermoeden. In 2016 bedraagt de totale emissie van broeikasgassen uit de landbouw 7,4 Mton CO2-eq, een daling met 23% ten opzichte van 1990. Methaanuitstoot is vooral afkomstig van verteringsprocessen uit de veehouderij. Lachgasemissie komt grotendeels direct uit de bodem.

## Landbouwbeleid
De landbouw- en voedingssector is via allerlei complexe interacties verbonden met de rest van de economie. Verdergaande mondialisering beïnvloedt de sector diepgaand. Ook andere internationale  ontwikkelingen hebben een impact op de landbouw in Vlaanderen: de groeiende wereldbevolking, de klimaatverandering, de uitputting van fossiele brandstoffen en niet-hernieuwbare grondstoffen, de prijsschommelingen van voedingsproducten, de omgang met genetisch gemodificeerde organismen (GGO’s). De landbouwsector zal ook in de toekomst geconfronteerd worden met een verdere liberalisering van de wereldhandel en een globalisering van de voedselketens.
Het hervormde Gemeenschappelijk landbouwbeleid is voor de periode 2014-2020 sterk verweven met de globale EU 2020-strategie voor een slimme, duurzame en inclusieve groei. Het GLB mikt op een versterkt concurrentievermogen, een verbeterde duurzaamheid en een verhoogde doeltreffendheid. De steun wordt anders verdeeld tussen en binnen de EU-lidstaten. De rechtstreekse steun wordt ‘groener’ door het invoeren van drie verplichte vergroeningspraktijken. Het belang van het plattelandsbeleid neemt toe.
In Vlaanderen hebben de landbouwers in 2016 223,6 miljoen euro aan rechtstreekse steun ontvangen. De basisbetaling neemt daar 129,6 miljoen euro van in en de betaling voor vergroening 65,7 miljoen euro. Daarna volgt de zoogkoeienpremie met 21,8 miljoen euro. De steun voor jonge landbouwers (3,7 miljoen euro) en de premie slachtkalveren (2,2 miljoen euro) vervolledigen het plaatje. De totale steun is de laatste jaren gedaald door een lager budget in het meerjarig financieel kader 2014-2020, de herverdeling van de rechtstreekse steun tussen lidstaten van de EU-28 ('externe convergentie') en een transfer van middelen van de rechtstreekse steun naar het plattelandsontwikkelingsbeleid. De melkveehouderij ontvangt in 2016 25% van de rechtstreekse steun. De eerste achtervolgers zijn vleesvee (18%), akkerbouw (17%), gewassen-veeteelt (13%), veeteeltcombinaties (7%), varkens en pluimvee (7%) en gemengd rundvee(6%). Tuinbouwbedrijven ontvangen slechts een beperkt aandeel van de steun. Gespecialiseerde vleesveebedrijven zijn sterk afhankelijk van de steun in hun bedrijfsinkomen (82%), terwijl het percentage bij varkens, pluimvee en tuinbouw onder 10% ligt.
In de periode 2014-2018 heeft het Vlaamse programma voor plattelandsontwikkeling PDPO III (2014-2020) al meer dan 206 miljoen euro steun uitgekeerd. Ongeveer de helft komt van het EU-budget, de andere helft van Vlaanderen. Het merendeel van het geld ging naar investeringssteun, agromilieuklimaatmaatregelen en beheerovereenkomsten. Daarna volgen steun voor opleidingen en overnamesteun voor jonge landbouwers.

## Dierenwelzijn
In 2014 werd dierenwelzijn een gewestelijke bevoegdheid.
Sinds maart 2017 is er meerdere keren ophef ontstaan over het gebrek aan dierenwelzijn in Vlaamse slachthuizen, waaronder in Tielt en Izegem, die aan het licht kwamen door undercoverbeelden van dierenrechtenactivisten. De Vlaamse overheid heeft sindsdien verschillende maatregelen genomen, maar in april 2023 schreef de Vlaamse Raad voor Dierenwelzijn dat er nog veel meer verbeteringen nodig waren in de gehele keten: de veehouderij, de overheid, de slachthuizen, de retailers en de consument moesten allen meer verantwoordelijkheid nemen. In februari 2024 berichtte De Groene Amsterdammer dat Nederlandse veehouders nog steeds op relatief grote schaal illegaal zieke en gewonde veedieren in Vlaanderen dumpten omdat de Belgische federale en regionele wet- en regelgeving minder streng was dan in Nederland. Dit fenomeen werd vanaf 2016 steeds vaker gemeld; in december 2018 leidde een rapport van het Federaal Agentschap voor de Veiligheid van de Voedselketen (FAVV) al tot de nodige ophef en aankondiging van maatregelen, waaronder aanvullende controles door de bevoegde Vlaamse, Belgische en Nederlandse autoriteiten.
Na lang onderhandelen werd in mei 2024 de nieuwe Vlaamse Codex Dierenwelzijn aangenomen door het Vlaams Parlement, waarmee dierenwelzijn in Vlaanderen voortaan beter gewaarborgd diende te zijn.

## Sociale aspecten
De gemiddelde leeftijd van de bedrijfshoofden van beroepslandbouwbedrijven is de afgelopen jaren gestegen van 50 jaar in 2007 tot 54 jaar in 2016. 10% van de bedrijfshoofden is een vrouw. De vrouwelijke bedrijfshoofden zijn gemiddeld twee jaar ouder dan de mannelijke. De toenemende leeftijd hangt samen met het geringe aantal jonge bedrijfshoofden. In 2016 heeft slechts 10% van de bedrijven een bedrijfshoofd dat jonger is dan 35 jaar. Het aandeel 65-plussers ligt met 16% beduidend hoger. Het grootste deel van de bedrijfshoofden is tussen de 50 en 54 jaar. In vergelijking met tien jaar geleden is het aandeel van de leeftijdscategorieën van minder dan 50 jaar sterk afgenomen.
Slechts 13% van de bedrijven met een bedrijfshoofd ouder dan 50 jaar beschikt over een vermoedelijke opvolger. Het probleem stelt zich vooral bij economisch kleinere bedrijven.
Uit een enquête in 2017 bij de deelnemers van het Landbouwmonitoringsnetwerk (LMN) blijkt dat de gemiddelde tevredenheid van de land- en tuinbouwers 6,5 op tien bedraagt. 54% van de respondenten is tevreden tot zeer tevreden, 37% is matig tevreden en minder dan 10% is ontevreden tot zeer ontevreden. Een relatief hogere tevredenheid heerst er in de sectoren sierteelt onder glas, groenten onder glas en akkerbouw. In de fruitteelt en melkvee bleken de ondervraagden relatief minder tevreden. Een pijnpunt is het inkomen, want de gemiddelde inkomenstevredenheid bedraagt maar 5 op tien. Een op de vijf kampt met hoge tot zeer hoge stress. 
Sommige landbouwgezinnen kampen met ernstige financiële moeilijkheden of psychische en relationele problemen. 160 landbouwers in nood klopten in 2017 aan bij de vzw Boeren op een Kruispunt.

## Innovatie
Innovatie is van groot belang voor de economische ontwikkeling van de land- en tuinbouw in Vlaanderen. Innovatie helpt om de concurrentiekracht te behouden, maar kan ook tegemoetkomen aan maatschappelijke uitdagingen, zoals het voeden van de groeiende wereldbevolking, het aanleveren van voldoende vezels, biomassa en biomaterialen en de beperkte beschikbaarheid van natuurlijke hulpbronnen.
Uit een enquête uit 2017 bij land- en tuinbouwbedrijven die deel uitmaken van het LMN blijkt dat de helft van de bedrijfsleiders de voorbije twee jaar een innovatie of vernieuwing doorvoerde op het bedrijf. Dat percentage is het hoogst in de fruitteelt (63%) en de vleesveehouderij (60%) en het laagst in de akkerbouw (37%). De resultaten tonen aan dat procesinnovaties het meest voorkomen. Meer dan de helft van de bedrijven investeert voornamelijk in machines en infrastructuur zoals stallen en serres. Daarna volgen innovaties in de vermarkting, zoals de overstap naar een ander afzetkanaal of de start met diverse vormen van korteketenverkoop. Op de derde plaats staan organisatorische innovaties, zoals de aanwerving van extra arbeidskrachten, de bedrijfsovername door een nieuwe bedrijfsleider en de aanpassing van de juridische structuur. Productinnovaties komen het minst voor.
Uit een andere enquête uit 2017 blijkt dat 57% van de Vlaamse land- en tuinbouwers zelf of via een loonwerker precisielandbouwtechnieken toepast op zijn bedrijf of dat zeer waarschijnlijk zal doen binnen een termijn van vijf jaar. In de akkerbouw, varkens- en pluimveesector en melkvee gaat het om meer dan twee op de drie landbouwers. Precisielandbouw slaat op het verzamelen van data (o.a. via gps, sensoren, etc.) op basis waarvan, via slimme software, beslissingen worden ondersteund.

## Landbouw binnen het agrobusinesscomplex
De landbouwsector staat niet alleen, maar maakt deel uit van een veel ruimer agribusinesscomplex. Naast de land- en tuinbouwsector spelen daarin vooral de agrarische toelevering, de voedingsindustrie en de handel een belangrijke rol. De tendens is dat een steeds kleiner aantal bedrijven toch steeds meer omzet en toegevoegde waarde produceert. Het Vlaamse agrobusinesscomplex telt volgens de laatst beschikbare cijfers 34.325 bedrijven, noteert een omzet van 61,7 miljard euro, stelt 133.558 personen tewerk en is goed voor een netto toegevoegde waarde van 8,3 miljard euro. De voedingsindustrie is de grootste werkgever en levert het grootste aandeel van de omzet en de netto toegevoegde waarde.
Een belangrijk knelpunt is de voor de landbouw nadelige prijsvorming. De landbouwer wordt geconfronteerd met stijgende grondstofprijzen die zich vertalen in hogere productiekosten. De inputprijzen, de kosten voor bijvoorbeeld energie, veevoeder en machines, vertonen zowel in België als in de EU een stijgende trend. Aan de inkomstenzijde is er sprake van lagere en volatielere afzetprijzen. Die prijsvolatiliteit heeft enerzijds te maken met de afbouw van de marktondersteuning op Europees niveau, waardoor landbouwbedrijven gevoeliger geworden zijn voor evoluties op de wereldmarkt. Anderzijds moet de primaire sector optornen tegen geconsolideerde ketenschakels zoals verwerking en distributie. Hun macht is vergroot door schaalvergroting en concentratie.